# Ważów
 Ważów – dawna kolonia położona na obszarze dzisiejszej Ukrainy, obwodu lwowskiego, rejonu czerwonogrodzkiego.

## Położenie
W II Rzeczypospolitej kolonia w gminie Chorobrów w województwie lwowskim.
Kolonia leżała 3,5 km na zachód od Konotop, 7 km na północny zachód od Sokala.

## Historia
Należąca do gromady Konotopy w powiecie sokalskim, a  powstała w latach 1922-23, przez podział ziemi należącej do hrabiny Plater. Szkołę powszechną we wsi utworzono w październiku 1933 r. w dwóch izbach domu Kotlińskiego. Naukę prowadziła nauczycielka: Katarzyna Śliwińska. Około 1935 r. zaczęto stawiać budynek szkoły z drzewa. Pokryto go blachą. Składał się z  izby lekcyjnej, świetlicy i mieszkania dla nauczycielki (kuchnia i pokój).
Podczas okupacji organizatorami terenowych struktur Armii Krajowej we wsi byli Ludwig Kamiński ze Lwowa, Franciszek Bar, członek Strzelca i Jan Lonc. 4 grudnia 1939 roku drogą z Chorobrowa do Opulska w stronę Sokala żołnierze niemieccy prowadzili kolumnę Żydów, mordując około 40 z nich. Ciała kazali zakopać w przydrożnych rowach. Stanisław Kotliński, tak relacjonuje tę zbrodnię: Po powrocie do domu przez wiele dni nie mogłem się uspokoić. Krew mordowanych, jęki błagających o życie ciągle brzmiały mi w uszach. Nie mogąc przeprowadzić kolumny przez Bug na stronę sowiecką Niemcy pozwolili Żydom się rozjeść. Część z nich przekroczyła w nocy rzekę na rosyjską stronę.
Po II wojnie światowej członkowie AK ze wsi znaleźli się we Wrocławiu, gdzie prowadzili działalność w organizacjach antykomunistycznych.

## Wykaz mieszkańców kolonii
1. Bar Antoni i Agnieszka
2. Bar Franciszek i Zofia
3. Bar Józef i Bronisława
4. Bar Marcin i XY
5. Bar Stanisław i Zofia
6. Bar Władysław i Zofia
7. Chawro Antoni i XY
8. Gałczyński Władysław i Maria
9. Inglot Jan i Katarzyna
10. Inglot Marcin i Wiktoria
11. Inglot Michał i Katarzyna
12. Lonc Jan i Helena
13. Lonc Michał i Katarzyna
14. Kamiński Jan i Katarzyna
15. Kamiński Ludwig i Wiktoria
16. Kotliński Wawrzyniec i Zofia
17. Miara Józef i Anna
18. Rewer Antoni i Zofia
19. Sadleya Andrzej i Józefa
20. Sadleya Ludwig i Teresa
21. Śliwińska Katarzyna[4]

## Kult religijny
- kapliczka Matki Bożej